# Formica glacialis
Formica glacialis é uma espécie de formiga do gênero Formica, pertencente à subfamília Formicinae.